# Egyptens sextonde dynasti
Egyptens sextonde dynasti varade omkring 1600 f.Kr. Dynastin räknas till Andra mellantiden, även kallad Hyksostiden, i det forntida Egypten. Faraonerna i den sextonde dynastin var samtida med den femtonde dynastins härskare och var troligtvis deras vasaller. De bar semitiska namn och tillhörde hyksosfolket.